# Halterofilismo nos Jogos Olímpicos de Verão de 2008 - Até 94 kg masculino
A competição da categoria até 94 kg masculino do halterofilismo nos Jogos Olímpicos de Verão de 2008 foi realizada no dia 17 de agosto de 2008 no Ginásio da Universidade Beihang.
Originalmente, o russo Khadjimurad Akkaiev obteve a medalha de bronze, mas foi desclassificado em 17 de novembro de 2016 após a reanálise de seu exame antidoping acusar o uso da substância proibida turinabol. Em 25 de novembro do mesmo mês, foi desclassificado o cazaque Ilia Ilin, então medalhista de ouro, por uso da substância estanozolol.
As medalhas foram realocadas pela Federação Internacional de Halterofilismo.

## Recordes
Antes desta competição, os recordes mundiais da prova eram os seguintes:
| Recorde mundial  | Arranque  | GRE Akakios Kakiasvilis | 188 kg   | Atenas, Grécia  | 27/nov/99 |
| Recorde mundial  | Arremesso | POL Szymon Kołecki      | 232 kg   | Sófia, Bulgária | 29/abr/00 |
| Recorde mundial  | Total     | GRE Akakios Kakiasvilis | 412 kg   | Atenas, Grécia  | 27/nov/99 |
| Recorde olímpico | Arranque  | Padrão olímpico         | 187,5 kg |                 |           |
| Recorde olímpico | Arremesso | Padrão olímpico         | 227,5 kg |                 |           |
| Recorde olímpico | Total     | Padrão olímpico         | 415 kg   |                 |           |

## Medalhistas
| Ouro   | POL Szymon Kołecki    |
| Prata  | GEO Arsen Kasabiev    |
| Bronze | CUB Yoandry Hernández |

## Resultados
| Pos.              | Nome                         | Grupo | Peso  | Arranque (kg) | Arranque (kg) | Arranque (kg) | Arranque (kg) | Arremesso (kg) | Arremesso (kg) | Arremesso (kg) | Arremesso (kg) | Total (kg) |
| Pos.              | Nome                         | Grupo | Peso  | 1             | 2             | 3             | Res.          | 1              | 2              | 3              | Res.           | Total (kg) |
| ----------------- | ---------------------------- | ----- | ----- | ------------- | ------------- | ------------- | ------------- | -------------- | -------------- | -------------- | -------------- | ---------- |
| Medalha de ouro   | POL Szymon Kołecki           | A     | 93,73 | 174           | 177           | 179           | 179           | 217            | 224            | 228            | 224            | 403        |
| Medalha de prata  | GEO Arsen Kasabiev           | A     | 93,69 | 172           | 176           | 178           | 176           | 215            | 223            | 231            | 223            | 399        |
| Medalha de bronze | CUB Yoandry Hernández        | A     | 92,30 | 172           | 172           | 178           | 178           | 215            | 220            | 220            | 215            | 393        |
| 4                 | IRI Asghar Ebrahimi          | A     | 92,32 | 180           | 184           | 184           | 180           | 212            | 212            | 217            | 212            | 392        |
| 5                 | RUS Roman Konstantinov       | A     | 93,90 | 175           | 179           | 179           | 175           | 212            | 212            | 222            | 212            | 387        |
| 6                 | GER Jürgen Spieß             | A     | 93,74 | 170           | 173           | 175           | 173           | 206            | 211            | 214            | 211            | 384        |
| 7                 | ESP José Juan Navarro        | B     | 93,97 | 165           | 170           | 173           | 173           | 206            | 210            | 212            | 210            | 383        |
| 8                 | UKR Artem Ivanov             | A     | 93,97 | 170           | 175           | 175           | 170           | 205            | 210            | 214            | 210            | 380        |
| 9                 | MDA Vadim Vacarciuc          | B     | 93,69 | 168           | 168           | 172           | 168           | 205            | 205            | 212            | 205            | 373        |
| 10                | MDA Evgheni Bratan           | B     | 93,71 | 170           | 175           | 175           | 170           | 200            | 207            | 207            | 200            | 370        |
| 11                | GRE Konstantinos Gkaripis    | B     | 93,01 | 150           | 157           | 160           | 160           | 190            | 195            | 200            | 200            | 360        |
| 12                | GRE Anastasios Triantafyllou | B     | 93,90 | 147           | 155           | 160           | 155           | 185            | 190            | 196            | 196            | 351        |
| 13                | MRI Ravi Bhollah             | B     | 93,03 | 125           | 130           | 130           | 125           | 145            | 150            | 157            | 150            | 275        |
| –                 | POL Bartłomiej Bonk          | A     | 93,00 | 175           | 180           | 180           | 175           | 211            | 211            | 212            | –              | DNF        |
| –                 | ECU Eduardo Guadamud         | B     | 93,71 | 165           | 170           | 170           | 165           | 206            | 206            | 206            | –              | DNF        |
| DSQ               | KAZ Ilia Ilin                | A     | 93,64 | 175           | 180           | –             | 180           | 223            | 223            | 226            | 226            | 406        |
| DSQ               | RUS Khadjimurad Akkaiev      | B     | 92,99 | 178           | 182           | 185           | 185           | 212            | 215            | 217            | 217            | 402        |
| DSQ               | AZE Nizami Paşayev           | A     | 93,83 | 180           | 180           | 181           | 181           | 215            | 215            | 215            | 215            | 396        |